# Andreï Fomine
Andreï Vladimirovitch Fomine (en cyrillique : Андре́й Влади́мирович Фоми́н ; en transcription anglaise : Andrey Fomin), né le 3 février 1964 à Moscou, est un acteur et producteur russe, également organisateur d'événements et de soirées à thème en Russie, en Ukraine et sur la Côte d'Azur en France et personnalité de la télévision russe.

## Biographie
Andreï Fomine termine en 1988 l'Institut d'art dramatique Boris Chtchoukine (dans la classe d'Alla Kazanskaïa) en pleine époque de la perestroïka. Il étudie ensuite aux cours supérieurs de formation des scénaristes et réalisateurs dans la classe de Vladimir Menchov avec la réalisation comme spécialité. De 1988 à 1991, il fait partie de la troupe du théâtre Vakhtangov.
Andreï Fomine est le fondateur d'événements mondains annuels, tels que:
- Prix de la vie mondaine nocturne «Night Life Awards» à Moscou et à Saint-Pétersbourg,
- Bal annuel «May Fashion» «Top 100 des gens les plus beaux de Moscou», bal «May Fashion» «Top 100 des gens les plus beaux d'Ukraine» à Kiev et à Almaty,
- Fondateur du prix indépendant des restaurateurs «Feuille de laurier» à Moscou et à Saint-Pétersbourg,
- Président du comité d'organisation du festival gastronomique de Moscou,
- Organisateur du bal annuel «Bal des Fleurs» sur la Côte d'Azur en France,
- Cofondateur et présentateur du prix du monde du show-business «Серебряная калоша» (la Galoche d'argent),
- Dirigeant de la maison de production «Andrey Fomin Production»[2].

De 1996 à 2011, Andreï Fomine présente le prix parodique annuel du show-business «Серебряная калоша» (La Galoche d'argent) initié par la station de radio Serebriany dojd.
Il joue dans les pièces données au théâtre des Nations de Moscou; dans Figaro. Événement d'un jour (mise en scène Kirill Serebrennikov). En 2011, on le voit dans le rôle d'Ancel dans Killer Joe de Tracy Letts (mise en scène de Javor Gardev), puis en 2014 dans Jeanne de Yaroslava Poulinovitch (ru) (mise en scène Ilia Rotenberg). Depuis le mois de mai 2017, il joue le directeur de cirque dans Le Cirque de Maxime Didenko, adapté du film musical éponyme de Grigori Alexandrov (1936).
Il participe à la version russe de l'émission Danse avec les stars en 2011, où il danse avec Albina Djanabaïeva (ancienne soliste du groupe VIA Gra). Il dirige l'émission La Grande Encyclopédie mondaine («Большая светская энциклопедия») sur la chaîne russe STS.

## Filmographie
- 1988 — La Petite Véra (Маленькая Вера) de Vassili Petchoul : Andreï, étudiant
- 1989 — Nuits sombres dans la ville de Sotchi (В городе Сочи тёмные ночи) de Vassili Petchoul : le dramaturge
- 1989 — Fais-le (Делай — раз!) d'Andreï Malioukov : le soldat Yeriomenko
- 2003 — Les Voleurs de livres (Похитители книг) de Leonid Rybakov : le producteur
- 2006 — Jouer les victimes (Изображая жертву) de Kirill Serebrennikov : Sysoïev, l'intellectuel neurasthénique
- 2009 — Court-circuit (Короткое замыкание) de Kirill Serebrennikov
- 2009 — Hamlet. XXIe siècle (Гамлет. XXI век) de Youri Kara : Polonius
- 2011 — Le Baiser à travers le mur (Поцелуй сквозь стену) de Vartan Akopian
- 2011 — Génération P (Generation П) de Victor Ginzburg : Morkovine
- 2014 — 22 minutes (22 минуты) de Vassili Serikov : l'officier-navigateur